# Sinfonia n. 3 (Mozart)
La composizione nota come Sinfonia n. 3 in mi bemolle maggiore K 18, un tempo attribuita a Wolfgang Amadeus Mozart, è oggi considerata dagli studiosi un'opera di Karl Friedrich Abel, importante compositore del primo Classicismo.

## Storia
È stata erroneamente attribuita a Mozart in quanto fu ritrovato un manoscritto autografo che apparteneva allo stesso Mozart, manoscritto poi categorizzato come Sinfonia n.3 K 18, e come tale pubblicato nella prima edizione completa delle opere di Mozart da parte dell'editore Breitkopf & Härtel. Successivamente si scoprì che la sinfonia era stata in realtà composta da Abel, e poi copiata a mano da Mozart all'età di otto anni (evidentemente per motivi di studio) durante il suo viaggio a Londra nel 1764.
La sinfonia fu originariamente pubblicata come l'ultima delle Sei Sinfonie di Abel, Op. 7. Tuttavia, la copia di Mozart differisce dalla sinfonia originale in quanto il bambino "sostituì gli oboi con i clarinetti."

## Struttura
La sinfonia è composta di tre movimenti:
1. Allegro
2. Andante
3. Presto

Così come fu per la Sinfonia n.2 e, anni dopo, per la n. 37 (anch'esse erroneamente attribuite a Mozart), la K 18 non è inclusa nella Neue Mozart-Ausgabe.